# Casal Comba
Casal Comba ist eine Gemeinde (Freguesia) im portugiesischen Kreis Mealhada. In ihr leben 3073 Einwohner (Stand 19. April 2021).